# Кањон Љубовиђе
Кањон Љубовиђе се налази у западном делу Србије у општини Љубовија, кроз коју протиче река Љубовиђа и пролази део регионалног пута Љубовија—Пецка—Ваљево. Кањон се налази у горњем и средњем току реке, дуге 34 km. Карактеришу га неизменично постављени пропланци, пашњаци али и стрме стене, обрасле бујним растињем, вертикално се спуштају до самог речног тока.
Кањоном је некада водио главни трговачки пут којим су пролазили римски, византијски, дубровачки, турски трговци. У кањону се гнезди белоглави суп, што потврђује чистоту недирнуте природе, као и примерци клена, проточне пастрмке и младице, лако уочљивих у многобројним вировима и брзацима.
Прави бисер кањона је стари камени мост, познат и као римски мост или латинска ћуприја, представља непокретно културно добро као споменик културе од великог значаја.